# Hu Qiaomu
Hu Qiaomu (ur. 1912, zm. 28 września 1992) – chiński polityk komunistyczny, bliski współpracownik Mao Zedonga, następnie czołowy oponent reform Deng Xiaopinga.
Urodził się w Yancheng w prowincji Jiangsu. W 1932 roku wstąpił do Komunistycznej Partii Chin. W latach 1933–1935 studiował na Uniwersytecie Zhejiang.
W 1941 roku został osobistym sekretarzem Mao Zedonga, którym był do 1966 roku. Po utworzeniu Chińskiej Republiki Ludowej sprawował wiele ważnych funkcji, był m.in. prezesem agencji Xinhua i redaktorem naczelnym dziennika Renmin Ribao; w latach 1950–1954 był szefem departamentu propagandy. Brał udział w opracowaniu uchwalonej w 1954 roku pierwszej konstytucji ChRL. Jego kariera u boku Mao zakończyła się w okresie rewolucji kulturalnej, kiedy to do 1974 roku podobnie jak wielu innych działaczy partyjnych był poddawany represjom. 
Od 1955 roku był członkiem Chińskiej Akademii Nauk, zaś w latach 1977–1982 pierwszym prezesem Chińskiej Akademii Nauk Społecznych. W latach 80. stanął w opozycji do Deng Xiaopinga i był głównym przeciwnikiem przeprowadzanych przez niego reform wolnorynkowych. Od 1982 do 1987 roku zasiadał w Komitecie Centralnym KPCh. W 1983 roku z jego inicjatywy rozpętano Kampanię przeciwko zanieczyszczeniom duchowym, wymierzoną w liberalne i prozachodnie tendencje w polityce i sztuce. W tym samym roku Hu doprowadził do zwolnienia umiarkowanego redaktora naczelnego Renmin Ribao. Odpowiedzialny jest także za Kampanię przeciwko burżuazyjnej liberalizacji z 1987 roku. Odegrał czołową rolę w walce z reformatorami i radykalizacji linii partii po protestach studenckich w 1987 i 1989 roku. Na krótko przed śmiercią Hu Deng Xiaoping rozprawił się z partyjnymi ortodoksami i zintensyfikował proces reform.